# Bitwa nad rzeką Arios
Bitwa nad rzeką Arios miała miejsce w 208 p.n.e. podczas wyprawy Antiocha III na wschód swojego państwa. Antioch po pokonaniu Partów skierował się ze swą armią przeciwko Baktrii, która także oderwała się od imperium Seleucydów.
Na trzy dni przed dotarciem do rzeki Arios, Antioch otrzymał informację, że władca Baktrii Eutydemos I schronił się ze swoimi siłami w Tapurii, natomiast przeprawy broni 10 tys. jazdy baktryjskiej. Zdecydował się zaniechać oblężenia i zaatakować tych drugich. Po dwóch dniach marszu Antioch podzielił swoje siły – sam z kawalerią (Agemą i Hetajrami), lekkozbrojnymi oraz 10-tysięcznym oddziałem Srebrnych Tarcz, ruszył szybciej w kierunku przeprawy pod osłoną nocy. Baktryjska jazda trzymała straż na brzegu rzeki w dzień, natomiast noc spędzała w pobliskiej osadzie, dlatego Antioch, dotarłszy nad Arios przed świtem, mógł rozpocząć przeprawę nie atakowany. Wkrótce jednak baktryjscy zwiadowcy zauważyli przybycie wroga i główne siły, powiadomione o wydarzeniu, ruszyły powstrzymać oddziały Seleucydy. Widząc zbliżającą się szarżę Antioch stanął na czele 2 tys. swojej kawalerii i ruszył przeciwko przedniej straży Baktrów, pozostałym swoim oddziałom wydając rozkaz sformowania szyku. Jazda Seleucydów z królem walczącym pierwszej linii pokonała pierwszy szwadron nieprzyjaciela mimo ciężkich strat po obu stronach, ale drugie i trzecie natarcie Baktrów przechyliło szalę zwycięstwa na ich stronę. Wtedy dowódca królewski Panaitolos przybył Antiochowi z odsieczą na czele reszty kawalerii – pokonał walczących Baktrów a następnie uderzył na kolejnych, szarżujących w luźnym szyku, zmuszając ich do ucieczki. Panaitolos kontynuował pościg dopóki reszta jazdy nieprzyjaciela (przetrwała niecała) nie połączyła się z Eutydemosem, natomiast oddziały Antiocha kontynuowały walkę, zabijając wielu wrogów a sporą część biorąc do niewoli. Podczas bitwy Antioch został ranny w usta i stracił kilka zębów, zabito też pod nim konia. Jego postawa w walce przyniosła mu reputację nadzwyczaj odważnego.
Eutydemos wycofał się ze swoją armią do twierdzy Zariaspa (Baktra) i przygotował się do przyjęcia oblężenia miasta.